# Rottenegg (Geisenfeld)
Rottenegg ist eine ehemalige Gemeinde in der Hallertau. Seit 1978 ist das Pfarrdorf ein Ortsteil der Stadt Geisenfeld im oberbayerischen Landkreis Pfaffenhofen an der Ilm, (Bayern).

## Geografie
Rottenegg befindet sich im Donau-Isar-Hügelland. Das Dorf liegt auf 428 m über NHN, 5,7 km südöstlich des Stadtkerns von Geisenfeld und erstreckt sich 1,1 km in nordwestlich-südöstlicher Richtung. München befindet sich 70 km südlich des Ortes.
Zur ehemaligen Gemeinde und heutigen Ortschaft Rottenegg gehören die Weiler Hornlohe, Moosmühle und Brunn.

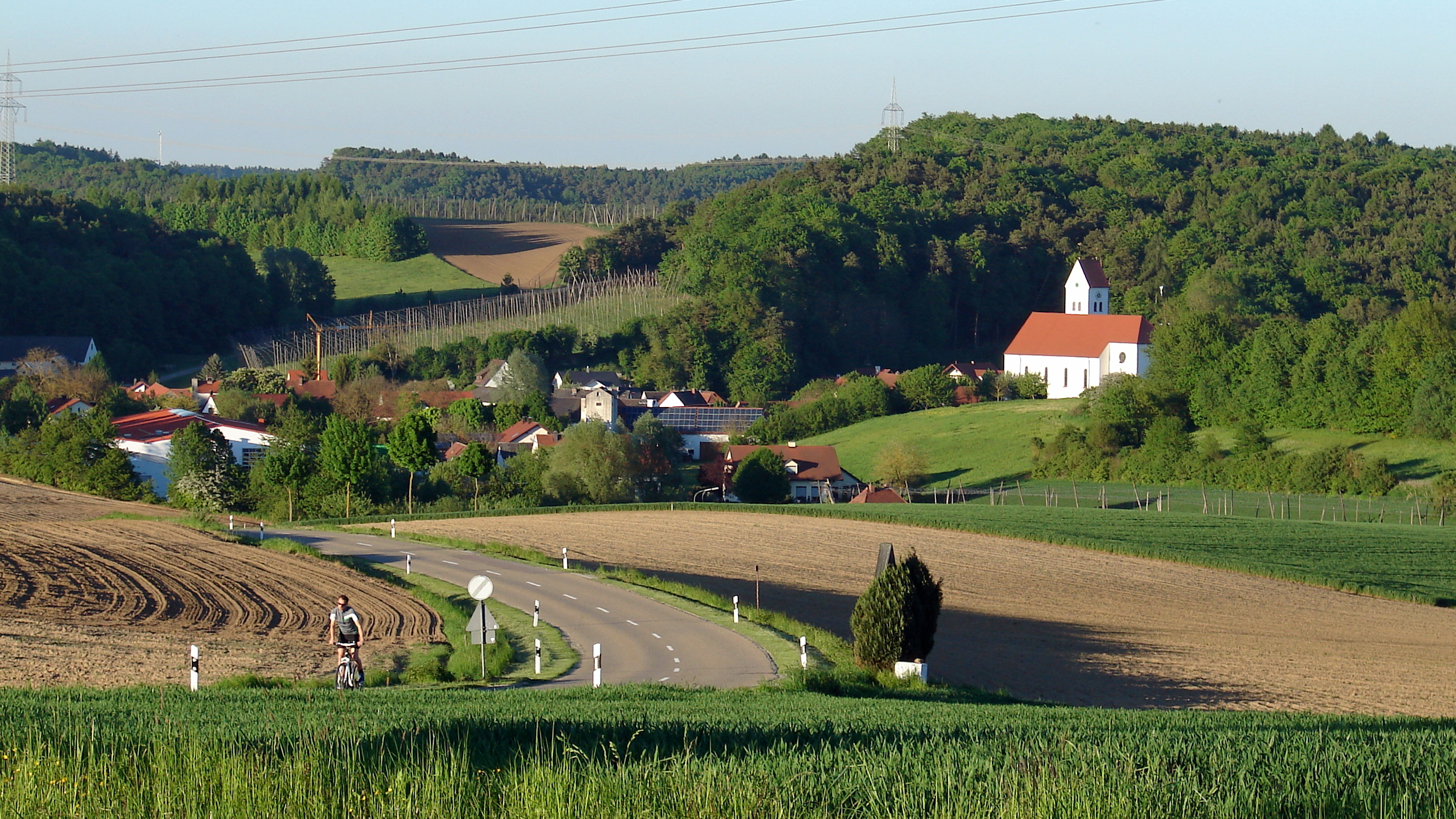
Ortsansicht von Rottenegg

## Geschichte

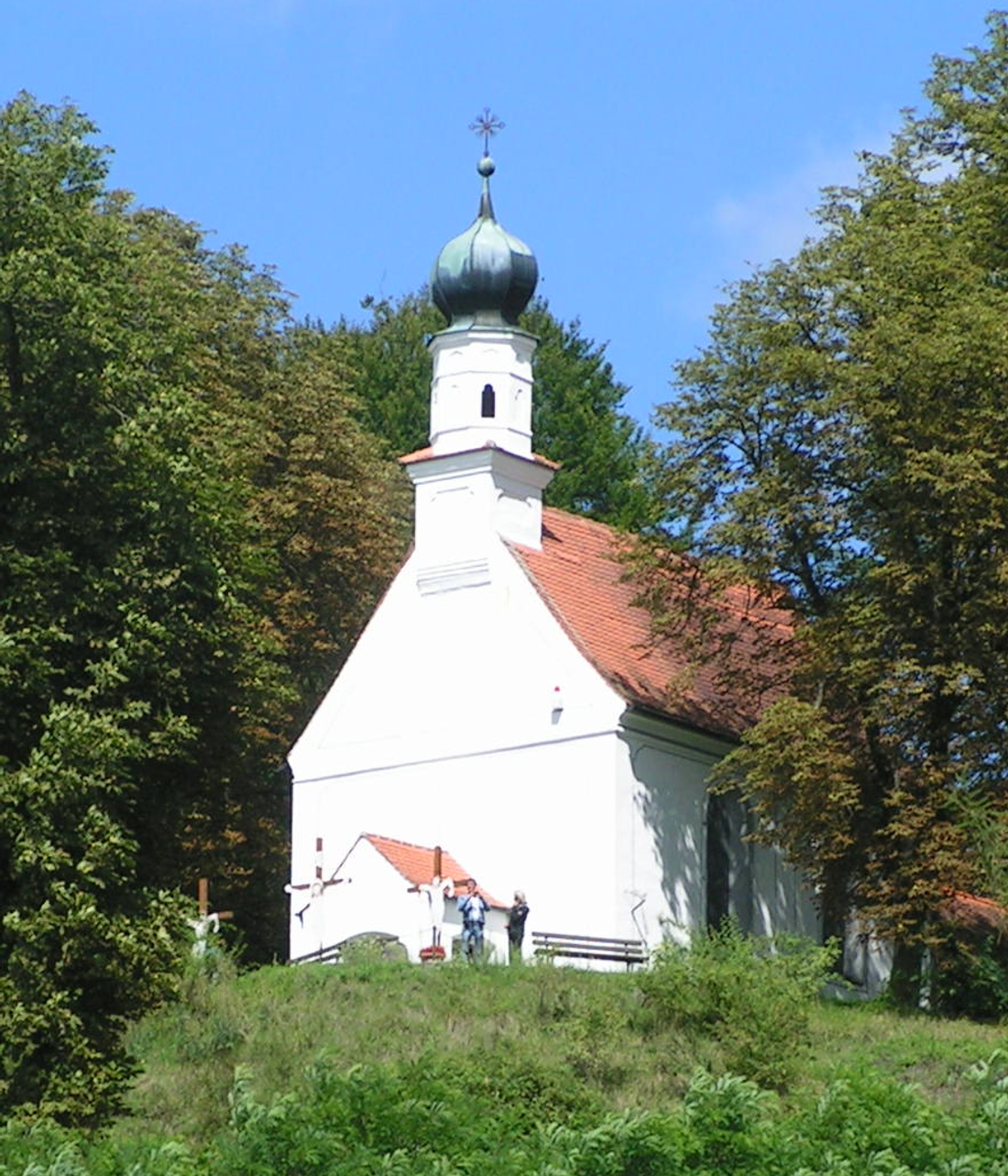
Bergkirche auf dem Burgberg

Am Ort, welcher ursprünglich Schermbach hieß, war von 1169 bis 1279 das Geschlecht der Grafen von Rotteneck ansässig, Abkömmlinge der Herrn von Abensberg. Um 1220 errichtete Graf Meinhard von Rotteneck, ein Enkel von Gebhard I. von Abensberg, auf dem so genannten Hofberg die Feste Mainburg und legte somit u. a. den Grundstein für die Errichtung der Stadt Mainburg. Der letzte Abkömmling des Geschlechts, Bischof Graf Heinrich von Rotteneck zu Regensburg veräußerte am 21. August 1279 die Burg Rotteneck mit allen Besitzungen, darunter auch die in Mainburg, an Herzog Ludwig II. zu Gunsten seiner Domkirche.
Aus der Burg und Grafschaft Rotteneck wurde später das Pflegegericht Mainburg gebildet. Die Burg Rotteneck wurde 1551 ausgebaut, 1705 im Spanischen Erbfolgekrieg zerstört und in den Jahren 1722 bis 1724 abgebrochen. Bis heute hat sich hiervon auf dem Rottenegger Berg ein Burgstall erhalten. 1722 wurde auf ihm, als Andenken an die einstige Burg, die malerisch über dem Ort gelegene Bergkirche erbaut. An deren Fuße befindet sich die Grabstätte des in Mauern gefallenen und hier 1796 bestatteten französischen Brigadegenerals Henri François Lambert. Der ihn tötende Granatsplitter wird in der Dorfkirche Mauern verwahrt. Die Grabstätte wird vom örtlichen Krieger- und Veteranenverein gepflegt. Unter anderem wird jährlich eine Blumenschale in den Farben der Tricolore niedergelegt.
Am 1. Januar 1978 wurde Rottenegg in die Stadt Geisenfeld eingemeindet.

## Dorfplatz

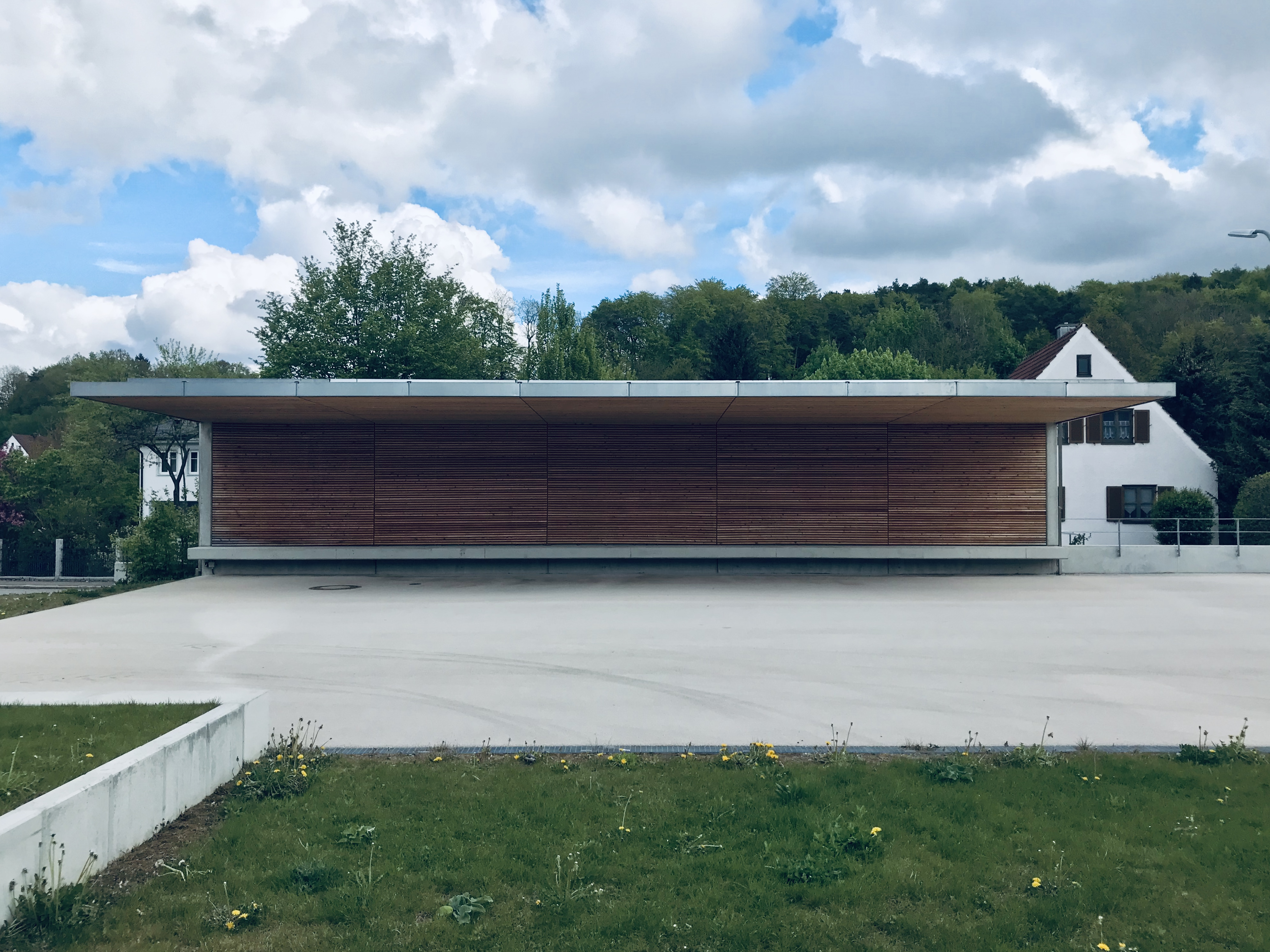
Schutzdach des neuen Dorfplatzes

2016 wurde der 2000 Quadratmeter große Dorfplatz neu gestaltet und bildet die neue Dorfmitte. Die Neugestaltung erfolgte unter Mitwirkung der Dorfbewohner.

## Wirtschaft

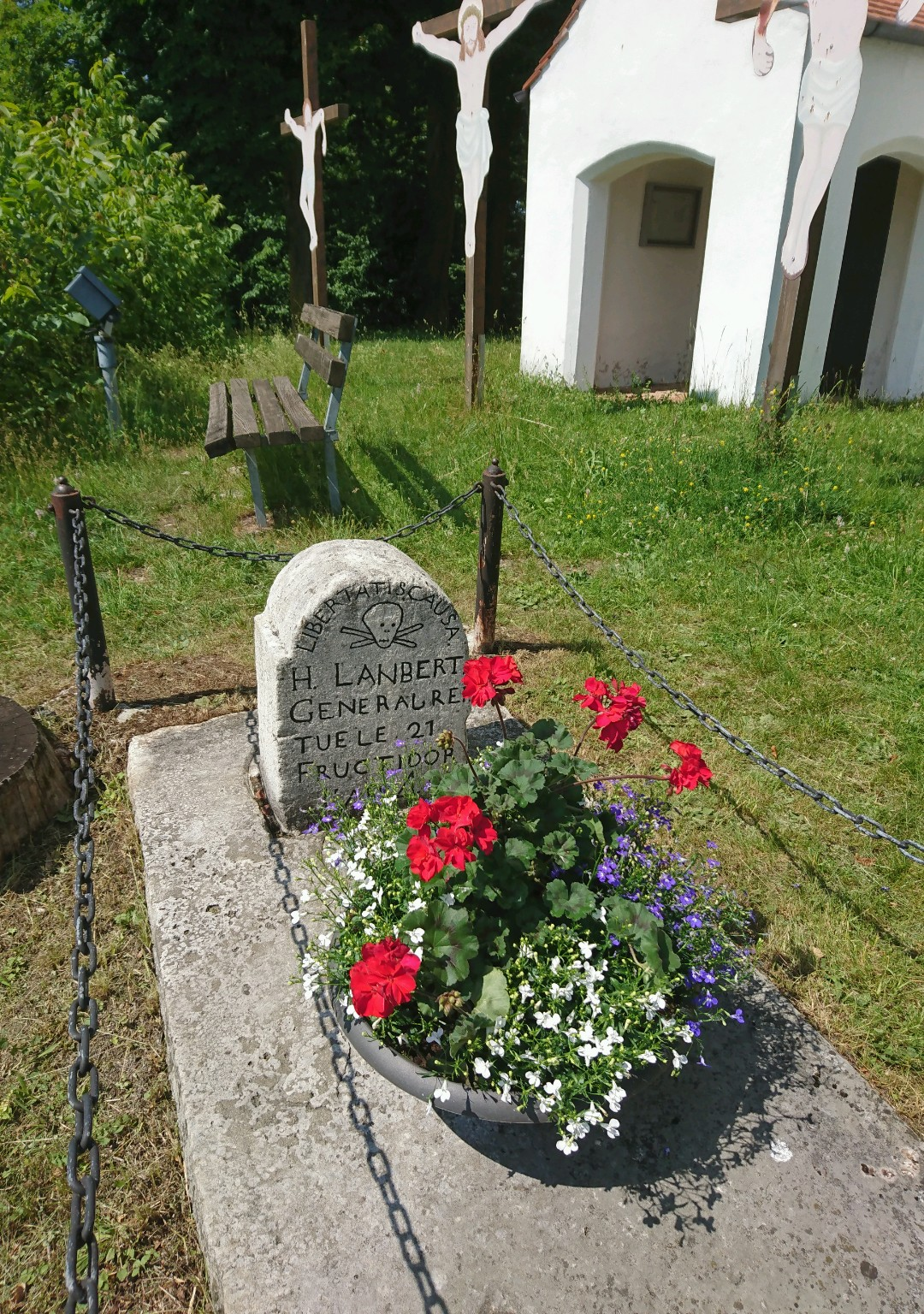
Grabstätte von General Lambert

Bis in die 1980er Jahre war in Rottenegg der Hopfenanbau ein wichtiger Wirtschaftszweig, weshalb auch heute noch viele, aber oft stillgelegte, Bauernhöfe vorzufinden sind. Durch Modernisierungsmaßnahmen fielen zahlreiche Arbeitsplätze in dieser Branche weg.
Heute werden viele Höfe als Nebenerwerbsbetriebe für Forstwirtschaft genutzt.

## Vereine
- Heimatsportverein (HSV) Rottenegg
- Krieger- und Veteranenverein
- Burschenverein
- Freiwillige Feuerwehr Rottenegg
- Frauengymnastik